# Hartmut Weber
Hartmut Weber (* 17. října 1960, Kamen) je bývalý německý atlet, který se věnoval hladké čtvrtce a štafetovým běhům, mistr Evropy v běhu na 400 metrů z roku 1982.
V roce 1979 se stal juniorským mistrem Evropy v běhu na 400 metrů a byl členem vítězné západoněmecké štafety na 4 × 400 metrů. Totéž se mu povedlo v roce 1982 na evropském šampionátu v Athénách. Zde si také vytvořil svůj osobní rekord na 400 metrů 44,72. Při premiéře mistrovství světa v Helsinkách o rok později doběhl ve čtvrtkařském finále pátý, jako člen štafety na 4 × 400 metrů vybojoval stříbrnou medaili.